# 広沢義実
広沢 義実（ひろさわ よしざね）は、平安時代末期から鎌倉時代初期にかけての武将。通称を広沢判官代といい、矢田義実、足利義実とも記される。仁木氏、細川氏、戸賀崎氏（戸崎氏）、荒川氏の祖。

## 略歴
河内源氏義国流。足利義清の子。母は不明。加茂郡広沢村に住んだ。
足利宗家の義氏が承久の乱の功で三河国の守護に任ぜられると、義実の子息らは三河に進出する。長子・実国は額田郡仁木郷（現在の愛知県岡崎市仁木町周辺）に移り、子孫の仁木氏は室町幕府草創期に足利宗家の尊氏に従って侍所頭人や数ヶ国の守護を務めた。
次子・義季は額田郡細川郷（同市細川町周辺）に住み、その子孫の細川氏もまた幕府創業に貢献し、嫡流の管領家他、守護家も数家あって繁栄した。
三子・義宗は幡豆郡戸賀崎郷（西尾市戸ケ崎町周辺）を拠点とした。その次子・満氏は幡豆郡荒河郷(同市八ツ面町周辺)に入り、子孫の荒川氏は戦国末期まで京都の足利将軍家の奉公衆を務めた。